# Naçer Bouiche
Naçer Bouiche (Algír, 1963. május 16. –) egykori algériai válogatott labdarúgó.

## Góljai az algír válogatottban
| #   | Dátum               | Ellenfél     | Eredmény | Kiírás                            | Esemény        |
| --- | ------------------- | ------------ | -------- | --------------------------------- | -------------- |
| 1.  | 1984. március 5.    | Malawi       | 3 – 0    | Afrikai nemzetek kupája           | 29' 75'        |
| 2.  | 1985. március 8.    | Mauritánia   | 4 – 0    | Afrikai nemzetek kupája selejtező | 27'            |
| 3.  | 1985. március 22.   | Mauritánia   | 1 – 1    | Afrikai nemzetek kupája selejtező | 43'            |
| 4.  | 1985. április 19.   | Angola       | 3 – 2    | Vb-selejtező                      | 62'            |
| 5.  | 1986. február 22.   | Szaúd-Arábia | 1 – 1    | barátságos mérkőzés               | 81'            |
| 6.  | 1986. augusztus 23. | Malajzia     | 2 – 2    | barátságos mérkőzés               | 2'             |
| 7.  | 1988. november 13.  | Mali         | 7 – 0    | barátságos mérkőzés               | 77'            |
| 8.  | 1990. január 12.    | Mali         | 5 – 0    | barátságos mérkőzés               | 38'            |
| 9.  | 1991. december 26.  | Marokkó      | 1 – 1    | barátságos mérkőzés               | 63' (11-esből) |
| 10. | 1992. január 17.    | Kongó        | 1 – 1    | Afrikai nemzetek kupája           | 44'            |

## Sikerei, díjai
JS Kabylie:
- Algériai labdarúgó-bajnokság bajnok: 1983, 1985, 1986, 1989, 1990
- Algér labdarúgókupa győztes: 1986
- CAF-bajnokok ligája győztes: 1990

Ferencvárosi TC:
- NB I ezüstérmes: 1990-91
- Magyar labdarúgókupa győztes: 1991

Qatar SC:
- Sheikh Jassim-kupa győztes: 1995

Algéria:
- Afrikai nemzetek kupája győztes: 1990
- Afrikai nemzetek kupája bronzérmes: 1984

Egyéni:
- Algériai labdarúgó-bajnokság gólkirály: 1983-84, 1985-86, 1988-89

## Fordítás
- Ez a szócikk részben vagy egészben  a   Naçer Bouiche című francia Wikipédia-szócikk fordításán alapul.  Az eredeti cikk szerkesztőit annak laptörténete sorolja fel. Ez a jelzés csupán a megfogalmazás eredetét és a szerzői jogokat jelzi, nem szolgál a cikkben szereplő információk forrásmegjelöléseként.